# Marie Wimer
Marie Wimer, mit vollem Namen Marie Ellen Wimer (* 11. Februar 1876; † 9. Februar 1965), war eine US-amerikanische Tennisspielerin im ersten Jahrzehnt des 20. Jahrhunderts.

## Erfolge
Im Jahr 1907 gewann sie mit ihrer Landsfrau Carrie Neely das Damendoppel bei den US-amerikanischen Tennismeisterschaften (heute US Open). Sie besiegten Edna und Natalie Wildey in drei Sätzen mit 6:1, 2:6, 6:4.